# Lliga Sud
La Lliga Sud és una organització política del sud d'Itàlia, formada el 14 de setembre de 1997 a Melfi, Basilicata, amb seccions als Abruços, Molise, Campània, Pulla, Basilicata, Calàbria, Sicília i Sardenya, amb l'objectiu de formar una república separada al sud d'Itàlia que portarà el nom de República Federal d'Ausònia.